# Nicole Niquille
Pour les articles homonymes, voir Niquille.
Nicole Niquille, née le 13 mai 1956 à Fribourg, est une guide de montagne et alpiniste suisse. Elle est la première Suissesse à avoir obtenu le diplôme de guide de montagne.

## Biographie
Née à Fribourg, Nicole Niquille a grandi à Charmey, dans le district de la Gruyère, au plein milieu des Préalpes fribourgeoises. À l'âge de dix-huit ans, elle est victime d'un accident de moto, qui lui laisse la jambe gauche quasiment arrachée, ne tenant que par le muscle du mollet. À cause de multiples opérations, elle doit rester plusieurs mois à l'hôpital. En 1975, elle est initiée à la grimpe par sa sœur jumelle, Françoise. Plus tard, elle rencontre Erhard Loretan, avec qui elle partagera sa vie.
Ainsi, avec Loretan, elle effectue plusieurs expéditions, tant dans les Alpes qu'en Himalaya. Elle commence aussi le cours pour devenir guide de haute montagne. En 1985, elle tente le sommet du K2, lors d'une expédition avec Erhard Loretan, mais doit renoncer vers 7 600 m à cause d'un début de thrombose. L'année suivante, elle est à nouveau en Himalaya pour tenter l'ascension de l'Everest. Elle quitte l'expédition le 23 août pour rentrer en Suisse et passer le cours de guide de montagne. Elle doit alors vraiment prouver sa valeur, les experts ne lui laissant aucun répit. Par exemple, lors de l'exercice de descente en rappel, Nicole Niquille doit assurer le participant le plus lourd. Elle devient malgré tout la première femme à obtenir le diplôme de guide de montagne en Suisse. Elle ne garde par contre aucune rancœur par rapport à cela. « Celui ou celle qui veut être le premier ou la première à faire quelque chose se doit d'être meilleur que les autres »,.
Elle gagne une notoriété, notamment en 1991 lorsqu'elle participe à l'un des épisodes du film documentaire Visages suisses réalisé par le cinéaste Claude Goretta et produit par Claude Richardet. Elle y accompagne un client au sommet du Zinalrothorn (4 222 mètres).
Le 8 mai 1994, elle perd l'usage de ses jambes. Alors qu'elle cueille des champignons en compagnie de son mari de l'époque et d'un ami, un caillou, de la taille d'une noix, la heurte au milieu de la tête et lui provoque une fracture du crâne, suivi d'une commotion cérébrale qui la laisse paralysée et lui provoque quelques problèmes de mémoire. Sa rééducation dure vingt mois après lesquels elle reprend un restaurant au lac de Tanay. Là, elle rencontre celui qui devient son deuxième mari. Nicole Niquille et lui tiennent ce restaurant durant quatorze ans. Là, ils emploient le frère de la première femme à avoir gravi l'Everest, Pasang Lhamu Sherpa. C'est alors que les deux Suisses décident de soutenir l'association créée en mémoire de la jeune femme et, en 2005, est ouvert un hôpital à Lukla, au pied du versant népalais de l'Everest. Il a pour nom « Hôpital Pasang Lhamu & Nicole Niquille ».